# Pseudophanella regina
Pseudophanella regina är en insektsart som beskrevs av Ronald Gordon Fennah 1957. Pseudophanella regina ingår i släktet Pseudophanella och familjen Dictyopharidae. Inga underarter finns listade i Catalogue of Life.